# Ford Crown Victoria
El Ford Crown Victoria es un automóvil tamaño completo de Ford (sedán), de gran tamaño con un motor v8 fabricado por la Ford Motor Company en Estados Unidos. El primero de estos coches en salir al mercado fue producido en el año 1955 en Estados Unidos. Inicialmente se vendió como cupé, pero en 1965 se empezó a fabricar como un sedan y un shooting brake (familiar) hasta 2011.
Es un vehículo muy utilizado en varias ciudades de Estados Unidos como taxi (el famoso de Nueva York) y como coche de policía. Un Crown Victoria de 2012 (destinado a la exportación a Oriente Medio) fue el último vehículo producido por la planta. Tras la discontinuación de la línea de modelos, el Crown Victoria no fue sustituido directamente, siendo el Ford Taurus de tamaño completo la siguiente base para los coches de policía de Ford.

## Historia
Los primeros Ford Crown Victoria se produjeron a mediados del año 1955 y hasta el año 1965, en Estados Unidos. En la actualidad se continúan desarrollando estos modelos de Ford.
A partir del año 2008, solo se fabrican como coches de flota, para la policía, para taxis y para coches de alquiler, los que son vendidos en mercados de Estados Unidos y Canadá principalmente. Este modelo de Ford es muy apreciado por su motor V8, por su tracción trasera y por estar montado sobre un chasis, lo que permite hacerle reparaciones económicas. En la actualidad desde 1999 comparte su plataforma y componentes con el Lincoln Town Car, un coche de lujo y limousina fabricado en Estados Unidos por la misma Ford Motor Company, anteriormente en el año 1979-1980 sobre la plataforma del Ford Crown Victoria, se fabricó en Estados Unidos un modelo que se llamó Ford Panther, luego pasó a llamarse Ford LTD Landau, pero la producción duró un año. Entre los años 1983 y 1991 se fabricó sobre la misma plataforma del Ford Mustang de los años 1980.
En 2011 se dejó de fabricar, porque la legislación de los Estados Unidos hizo obligatorio el uso de un sistema de control de estabilidad electrónico; Ford no lo añadió, ni equipó al coche con este equipamiento, ni dio razón por la cual se tuvo que dejar de fabricar.[cita requerida]

### Generaciones
- “Antiguo” Crown Victoria (1955-1961)
- LTD Landau (1979-1980)
- LTD Crown Victoria (1982-1991)
- Primera Generación del Crown Victoria (1991-1997)
- Segunda Generación del Crown Victoria (1997-2011)

## Galería de imágenes

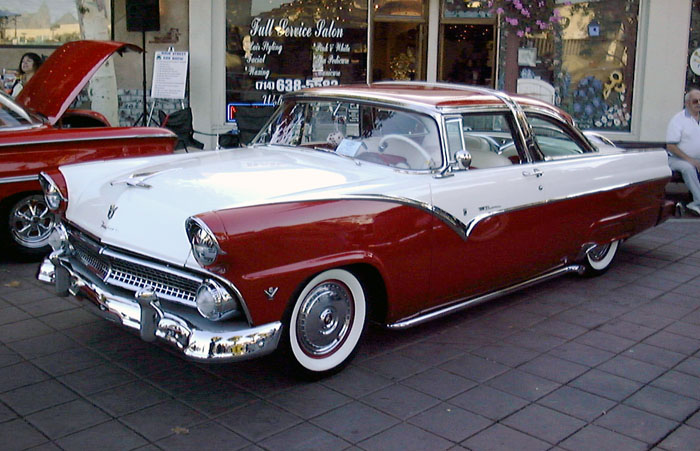
Ford Crown Victoria 1955
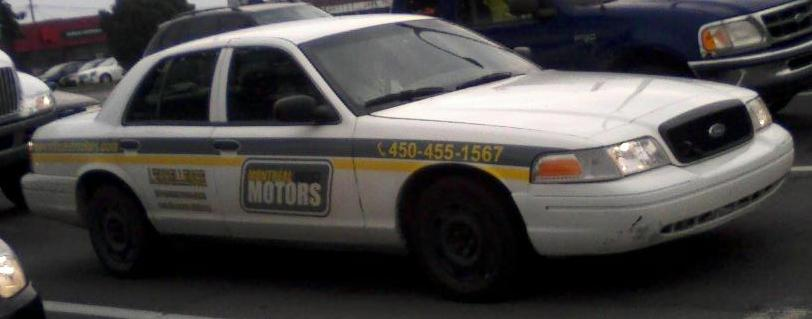
Ford Crown Victoria auto de alquiler
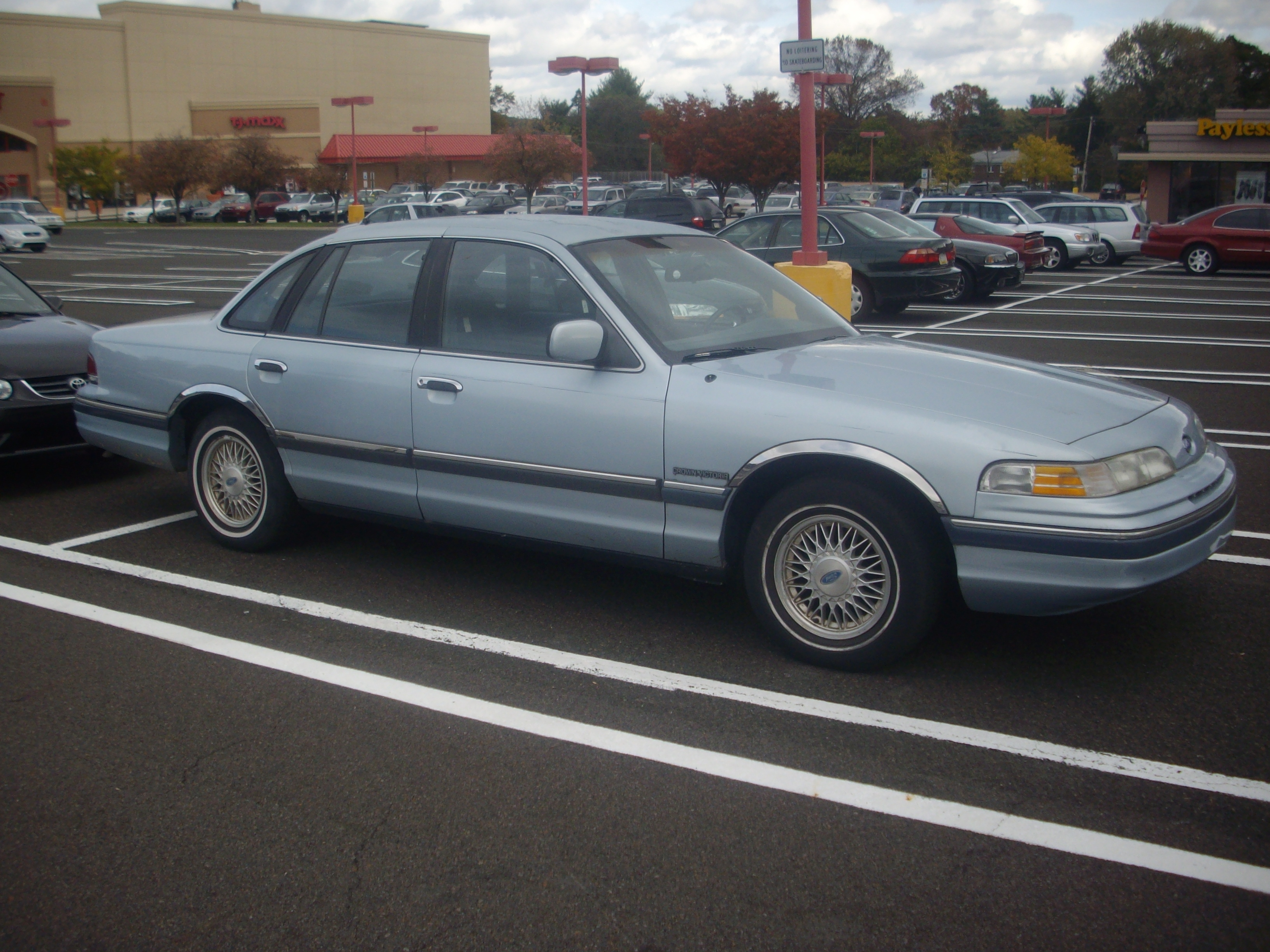
Ford Crown Victoria
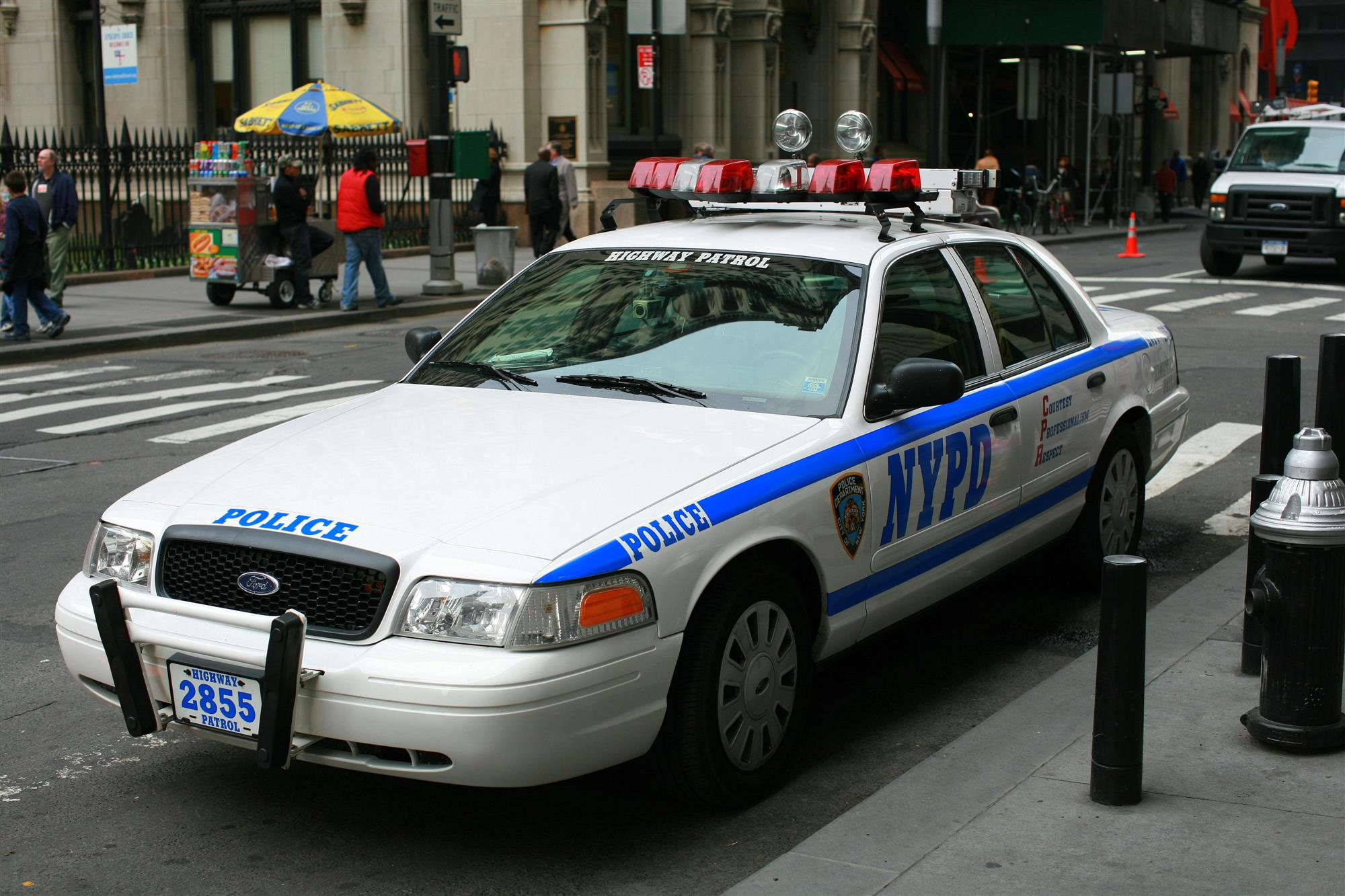
Ford Crown Victoria policía
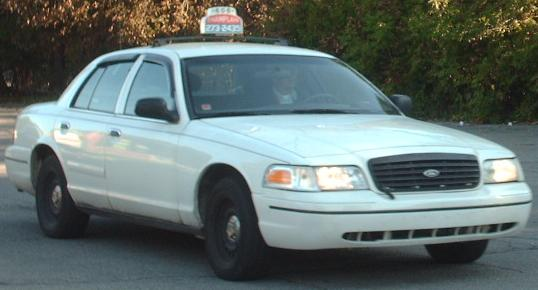
Ford Crown Victoria taxi
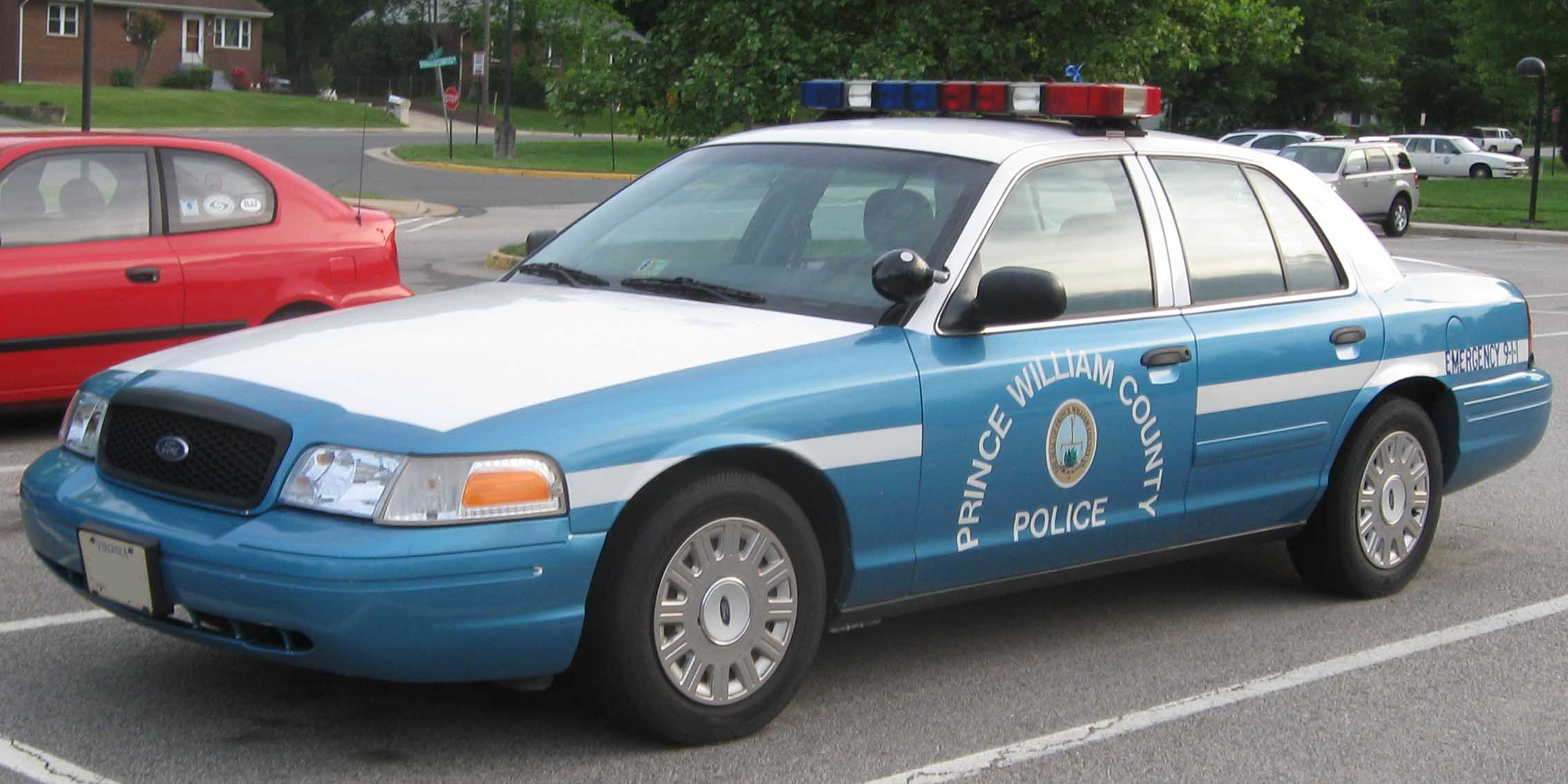
Ford Crown Victoria policía
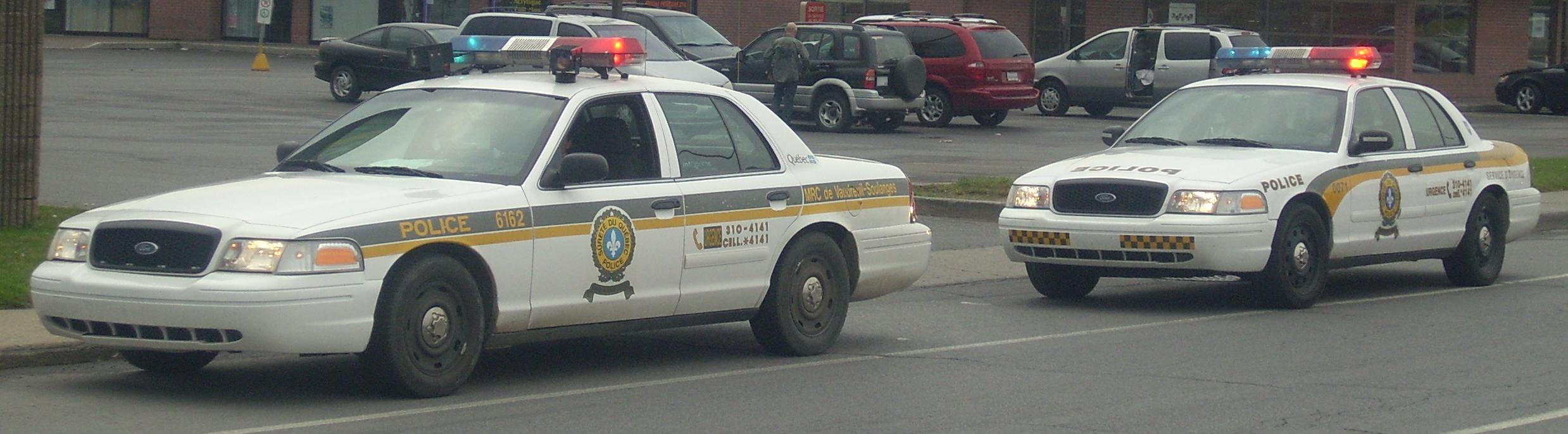
Ford Crown Victoria policía
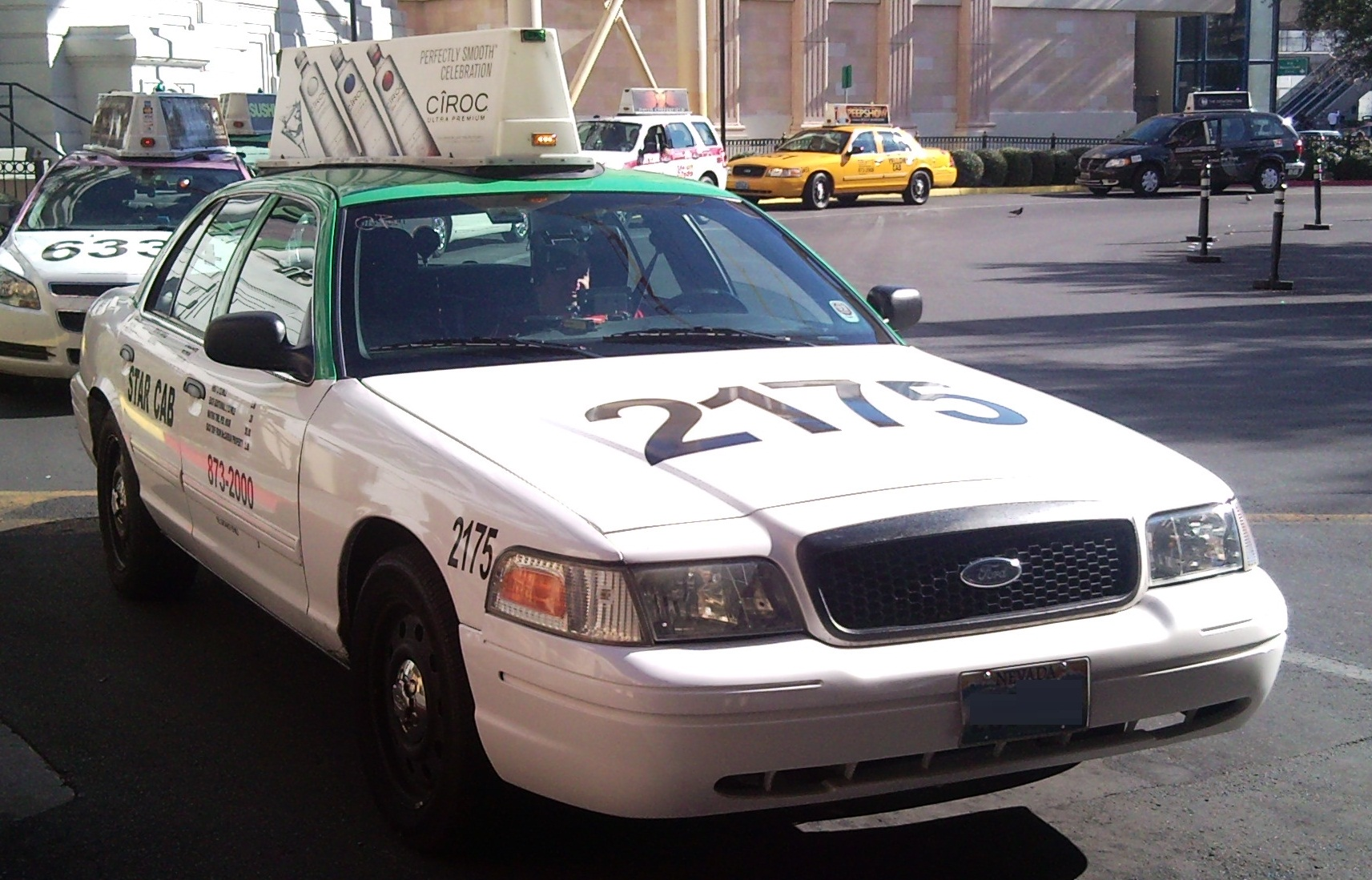
Ford Crown Victoria Las Vegas Taxi